# Avigdor Hame'iri
Avigdor Hame'iri (hebrejsky אביגדור המאירי‎, rodným jménem Avigdor Feuerstein; 16. září 1890 – 3. dubna 1970) byl izraelský spisovatel, novinář, básník a dramatik.

## Biografie
Narodil se v malé vesnici Stare Davydkovo na předměstí Mukačeva na Podkarpatské Rusi, v tehdejším Rakousku-Uhersku (dnešní Ukrajina). V raném věku osiřel a vyrůstal se svým dědou, který v něm probudil lásku k hebrejštině. Získal tradiční židovské vzdělání, a to nejdříve v chederu a posléze v ortodoxní ješivě v Bratislavě, odkud byl v patnácti letech vyloučen dílem pro své sionistické aktivity. Poté se přestěhoval do Budapešti, kde studoval na gymnáziu při rabínském semináři. Po maturitě se věnoval žurnalistice a mimo jiné publikoval v sionistickém týdeníku Múlt és Jövő. Psal též poezii, jíž zaujal pozornost tehdejších předních židovských a maďarských básníků Chajima Nachmana Bialika a Endre Adyho. V roce 1912 vydal svoji první sbírku básní v hebrejštině (první báseň v tomto jazyce však napsal již v roce 1909).
Během první světové války bojoval v rakousko-uherské armádě a v roce 1916 padl do zajetí, když sloužil jako důstojník na ruské frontě. Byl vězněn na Sibiři a o rok později propuštěn po tzv. říjnové revoluci. Zkušenosti a zážitky z této války tvoří rozsáhlou část jeho tvorby a kromě pamětí ha-Šiga'on ha-gadol‎ („Velké šílenství“) z roku 1929 a Be-gejhinom šel mata‎ („Peklo na Zemi“) z roku 1932 sepsal na toto téma dvacet sedm povídek, padesát básní a jednu divadelní hru.
V roce 1917 málem zemřel na epidemii skvrnitého tyfu. Pod falešným jménem Anton Germanovič Slezak se mu podařilo dostat do Kyjeva a následně, díky svým četným kontaktům, do Oděsy, odkud v roce 1921 odplul do britské mandátní Palestiny. Zde si nedlouho po svém připlutí hebraizoval příjmení na Hame'iri. V mandátní Palestině se věnoval své někdejší novinářské profesi a stal se členem redakce deníku Ha'arec a mimo to byl redaktorem řady literárních a kulturních časopisů. V roce 1927 založil v Tel Avivu první hebrejské satirické divadlo ha-Kumkum. V roce 1948 bojoval v izraelské válce za nezávislost. Po vzniku Izraele mimo jiné pracoval jako novinář v izraelském parlamentu. V roce 1957 se neúspěšně zúčastnil soutěže o nejlepší divadelní hru o Chaně Senešové, pořádané izraelským národním divadlem ha-Bima.
Hame'iri napsal více než 30 knih, včetně poezie, povídek, literatury faktu, románů a dětských knih. Jeho publikace byly vydány ve dvanácti jazycích. Jeho kniha Chana Seneš o stejnojmenné hrdince se stala povinnou četbou v rámci izraelských školních osnov. V roce 1968 mu byla za přínos v oblasti literatury udělena Izraelská cena.
Zemřel 3. dubna 1970 ve věku 79 let v Izraeli.